# Saxió
El saxió és una partícula elemental hipotètica predita en models de supersimetria de física de partícules. Representa el supercompany escalar de l'axió, i amb l'axí forma un supercamp quiral.